# Soupisky hokejových reprezentací na MS 2008
Mistrovství světa v ledním hokeji 2008 se zúčastnilo 399 hráčů v 16 národních týmech.

## Medailisté

### Soupiska ruského týmu
- Trenéři Vjačeslav Bykov, Igor Zacharkin

| Brankáři | Michail Birjukov     | HK MVD Balašicha    |
|          | Alexandr Jeremenko   | Salavat Julajev Ufa |
|          | Jevgenij Nabokov     | San Jose Sharks     |
| Obránci  | Denis Grebeškov      | Edmonton Oilers     |
|          | Dmitrij Kalinin      | Buffalo Sabres      |
|          | Konstantin Kornějev  | CSKA Moskva         |
|          | Andrej Markov        | Montreal Canadiens  |
|          | Daniel Markov        | HK Dynamo Moskva    |
|          | Ilja Nikulin         | Ak Bars Kazaň       |
|          | Vitalis Proškin      | Salavat Julajev Ufa |
|          | Fjodor Ťutin         | New York Rangers    |
|          | Dimitrij Vorobjev    | HK Lada Toljatti    |
| Útočníci | Maxim Afinogenov     | Buffalo Sabres      |
|          | Sergej Fjodorov      | Washington Capitals |
|          | Konstantin Gorovikov | SKA Petrohrad       |
|          | Ilja Kovalčuk        | Atlanta Thrashers   |
|          | Alexej Morozov –     | Ak Bars Kazaň       |
|          | Sergej Mozjakin      | HK MVD Balašicha    |
|          | Alexandr Ovečkin     | Washington Capitals |
|          | Alexandr Radulov     | Nashville Predators |
|          | Alexandr Sjomin      | Washington Capitals |
|          | Maxim Sušinskij      | SKA Petrohrad       |
|          | Alexej Tereščenko    | Salavat Julajev Ufa |
|          | Danis Zaripov        | Ak Bars Kazaň       |
|          | Sergej Zinovjev      | Ak Bars Kazaň       |

### Soupiska kanadského týmu
- Trenéři Ken Hitchcock, Pat Burns

| Brankáři | Cam Ward         | Carolina Hurricanes   |
|          | Mathieu Garon    | Edmonton Oilers       |
|          | Pascal Leclaire  | Columbus Blue Jackets |
| Obránci  | Dan Hamhuis      | Nashville Predators   |
|          | Jay Bouwmeester  | Florida Panthers      |
|          | Marco Giordano   | HK Dynamo Moskva      |
|          | Mike Green       | Washington Capitals   |
|          | Ed Jovanovski    | Phoenix Coyotes       |
|          | Duncan Keith     | Chicago Blackhawks    |
|          | Steve Staios     | Edmonton Oilers       |
| Útočníci | Shane Doan –     | Phoenix Coyotes       |
|          | Jason Chimera    | Columbus Blue Jackets |
|          | Jamal Mayers     | St. Louis Blues       |
|          | Rick Nash        | Columbus Blue Jackets |
|          | Eric Staal       | Carolina Hurricanes   |
|          | Jonathan Toews   | Chicago Blackhawks    |
|          | Brent Burns      | Minnesota Wild        |
|          | Sam Gagner       | Edmonton Oilers       |
|          | Ryan Getzlaf     | Anaheim Ducks         |
|          | Dany Heatley     | Ottawa Senators       |
|          | Chris Kunitz     | Anaheim Ducks         |
|          | Derek Roy        | Buffalo Sabres        |
|          | Patrick Sharp    | Chicago Blackhawks    |
|          | Jason Spezza     | Ottawa Senators       |
|          | Martin St. Louis | Tampa Bay Lightning   |
|          | Ray Whitney      | Carolina Hurricanes   |

### Soupiska finského týmu
- Trenéři Doug Shedden, Jukka Jalonen, Timo Lehkonen

| Brankáři | Niklas Bäckström  | Minnesota Wild        |
|          | Petri Vehanen     | Lukko Rauma           |
|          | Karri Ramo        | Tampa Bay Lightning   |
| Obránci  | Mikko Jokela      | Jokerit               |
|          | Sami Lepistö      | Hershey Bears         |
|          | Mikko Luoma       | HV71                  |
|          | Antti-Jussi Niemi | Frölunda HC           |
|          | Janne Niinimaa    | HC Davos              |
|          | Janne Niskala     | Milwaukee Admirals    |
|          | Lennart Petrell   | HIFK Hockey           |
|          | Anssi Salmela     | Tappara Tampere       |
|          | Ossi Vaananen     | Djurgårdens IF Hockey |
| Útočníci | Sean Bergenheim   | New York Islanders    |
|          | Riku Hahl         | Timrå IK              |
|          | Hannes Hyvonen    | Oulun Kärpät          |
|          | Jarkko Immonen    | JYP Jyväskylä         |
|          | Olli Jokinen      | Florida Panthers      |
|          | Niko Kapanen      | Phoenix Coyotes       |
|          | Mikko Koivu       | Minnesota Wild        |
|          | Ville Peltonen –  | Florida Panthers      |
|          | Antti Pihlstrom   | Milwaukee Admirals    |
|          | Esa Pirnes        | Färjestad BK          |
|          | Mika Pyorala      | Timrå IK              |
|          | Tuomo Ruutu       | Carolina Hurricanes   |
|          | Teemu Selänne     | Anaheim Ducks         |
|          | Jussi Jokinen     | Tampa Bay Lightning   |

### Soupiska švédského týmu
Trenéři Bengt-Ake Gustafsson, Anders Eldebrink, Jan Karlsson
| Brankáři | Stefan Liv        | HV 71 Jonkoping       |
|          | Erik Ersberg      | Los Angeles Kings     |
|          | Mikael Tellqvist  | Phoenix Coyotes       |
| Obránci  | Magnus Johansson  | Florida Panthers      |
|          | Kenny Jönsson –   | Rögle BK              |
|          | Alexander Edler   | Vancouver Canucks     |
|          | Jonas Frogren     | Färjestad BK          |
|          | Robin Jonsson     | Timrå IK              |
|          | Sanny Lindstrom   | Timrå IK              |
|          | Daniel Fernholm   | Linköpings HC         |
|          | Anton Strålman    | Toronto Maple Leafs   |
|          | Niclas Wallin     | Carolina Hurricanes   |
| Útočníci | Tony Martensson   | Linköpings HC         |
|          | Johan Andersson   | Timrå IK              |
|          | Nicklas Backstrom | Washington Capitals   |
|          | Nils Ekman        | Atlant Mytišči        |
|          | Karl Fabricius    | Frölunda HC           |
|          | Michael Holmqvist | Frölunda HC           |
|          | Patric Hornqvist  | Djurgårdens IF Hockey |
|          | Per Ledin         | HV 71 Jonkoping       |
|          | Marcus Nilsson    | Calgary Flames        |
|          | Robert Nilsson    | Edmonton Oilers       |
|          | Oscar Sundh       | Timrå IK              |
|          | Fredrik Varg      | MODO Hockey           |
|          | Linus Videll      | Södertälje SK         |
|          | Daniel Viding     | Brynäs IF             |
|          | Rickard Wallin    | Färjestad BK          |
|          | Mattias Weinhandl | Linköpings HC         |

### Soupiska českého týmu
Trenéři Alois Hadamczik, Josef Paleček, František Musil
| Brankáři | Milan Hnilička    | Salavat Julajev Ufa     |
|          | Marek Pinc        | Bílí Tygři Liberec      |
|          | Adam Svoboda      | HC Slavia Praha         |
| Obránci  | Tomáš Kaberle –   | Toronto Maple Leafs     |
|          | Marek Židlický    | Nashville Predators     |
|          | Michal Rozsíval   | New York Rangers        |
|          | Filip Kuba A      | Tampa Bay Lightning     |
|          | Zbyněk Michálek   | Phoenix Coyotes         |
|          | Jan Hejda         | Columbus Blue Jackets   |
|          | Ladislav Šmíd     | Edmonton Oilers         |
|          | Petr Čáslava      | Severstal Čerepovec     |
| Útočníci | Tomáš Plekanec    | Montreal Canadiens      |
|          | Martin Erat       | Nashville Predators     |
|          | Radim Vrbata      | Phoenix Coyotes         |
|          | Patrik Eliáš A    | New Jersey Devils       |
|          | Aleš Kotalík      | Buffalo Sabres          |
|          | Martin Hanzal     | Phoenix Coyotes         |
|          | Tomáš Fleischmann | Washington Capitals     |
|          | Jaroslav Hlinka   | Colorado Avalanche      |
|          | David Krejčí      | Boston Bruins           |
|          | Jiří Novotný      | Columbus Blue Jackets   |
|          | Zbyněk Irgl       | Lokomotiv Jaroslavl     |
|          | Ladislav Kohn     | CSKA Moskva             |
|          | Jakub Klepiš      | HC Slavia Praha         |
|          | Tomáš Rolinek     | HC Moeller Pardubice    |
|          | Václav Skuhravý   | HC Energie Karlovy Vary |

### Soupiska amerického týmu
Trenéři John Tortorella, Mike Sullivan, Kurt Kleinendorst
| Brankáři | Craig Anderson     | Florida Panthers    |
|          | Robert Esche       | Ak Bars Kazaň       |
|          | Tim Thomas         | Boston Bruins       |
| Obránci  | Keith Ballard      | Phoenix Coyotes     |
|          | Tom Gilbert        | Edmonton Oilers     |
|          | Timothy Gleason    | Carolina Hurricanes |
|          | Matt Greene        | Edmonton Oilers     |
|          | Jordan Leopold     | Colorado Avalanche  |
|          | Mark Stuart        | Boston Bruins       |
|          | James Wisniewski   | Chicago Blackhawks  |
|          | Paul Martin        | New Jersey Devils   |
| Útočníci | David Backes       | St. Louis Blues     |
|          | David Booth        | Florida Panthers    |
|          | Dustin Brown       | Los Angeles Kings   |
|          | Adam Burish        | Chicago Blackhawks  |
|          | Brandon Dubinsky   | New York Rangers    |
|          | Jeff Halpern –     | Tampa Bay Lightning |
|          | Patrick Kane       | Chicago Blackhawks  |
|          | Phil Kessel        | Boston Bruins       |
|          | Peter Mueller      | Phoenix Coyotes     |
|          | Patrick O´Sullivan | Los Angeles Kings   |
|          | Zach Parise        | New Jersey Devils   |
|          | Jason Pominville   | Buffalo Sabres      |
|          | Drew Stafford      | Buffalo Sabres      |
|          | Lee Stempniak      | St. Louis Blues     |

### Soupiska slovenského týmu
Trenéři Július Šupler, Miroslav Miklošovič
| Brankáři | Ján Lašák           | HC Moeller Pardubice       |
|          | Karol Križan        | MODO Hockey                |
|          | Peter Budaj         | Colorado Avalanche         |
| Obránci  | Dominik Graňák      | Färjestad BK               |
|          | Branislav Mezei     | Florida Panthers           |
|          | Peter Podhradský    | Metallurg Novokuzněck      |
|          | Andrej Sekera       | Buffalo Sabres             |
|          | Tomáš Starosta      | CHK Neftěchimik Nižněkamsk |
|          | Martin Štrbák       | Metallurg Magnitogorsk     |
|          | Ivan Majeský        | Linköpings HC              |
|          | René Vydarený       | HC České Budějovice        |
|          | Ľubomír Višňovský   | Los Angeles Kings          |
| Útočníci | Peter Fabuš         | HC Lasselsberger Plzeň     |
|          | Marcel Hossa        | Phoenix Coyotes            |
|          | Andrej Kollár       | HK Dukla Trenčín           |
|          | Peter Húževka       | HK Dukla Trenčín           |
|          | Juraj Kolník        | Ženeva-Servette HC         |
|          | Miroslav Kováčik    | Skellefteå AIK             |
|          | Ivan Čiernik        | Kölner Haie                |
|          | Tibor Melichárek    | HC Sparta Praha            |
|          | Andrej Podkonický   | Bílí Tygři Liberec         |
|          | Radovan Somík       | HC Moeller Pardubice       |
|          | Róbert Petrovický – | Leksands IF                |
|          | František Skladaný  | HC Energie Karlovy Vary    |
|          | Juraj Mikúš         | HK 36 Skalica              |